# Martedì grasso (Cézanne)
Martedì grasso è un dipinto a olio su tela (102x81 cm) realizzato nel 1888 dal pittore Paul Cézanne. È conservato nel Museo Puškin di Mosca.
Cézanne ritrae il figlio Paul con un amico vestiti da Pierrot e Arlecchino.